# Semanario de Agricultura, Industria y Comercio
El Semanario de Agricultura, Industria y Comercio fue un periódico de la etapa virreinal publicado entre 1802 y 1807 en Buenos Aires, por entonces capital del Virreinato del Río de la Plata.

## Historia
Fundado en septiembre de 1802 por Juan Hipólito Vieytes, contó con el apoyo del Real Consulado de Comercio y su secretario, Manuel Belgrano, para su salida. En él publicaron artículos Pedro Antonio Cerviño, el deán Gregorio Funes y Manuel José de Lavardén. 
El Semanario de Agricultura, Industria y Comercio apareció el 1º de septiembre de 1802 hasta el 25 de junio de 1806, frente a la primera invasión inglesa a Buenos Aires. Luego volvió a publicarse entre el 24 de septiembre del mismo año hasta el 11 de febrero de 1807, ante la inminencia de la segunda invasión inglesa. La publicación se reanudó por el pedido del virrey Santiago de Liniers, que recuperó las palabras de Diego de Saavedra y Fajardo al referirse a la imprenta como el medio para propagar las disposiciones y órdenes del gobierno virreinal, así como la ilustración de los pueblos. Vieytes continuó con la publicación seriada de los diálogos entre Feliciano y Cecilia para la educación de los niños, que era propio del Semanario de Agricultura y Artes dirigido a los párrocos, y comenzó a publicar noticias sobre el avance de Napoleón en Europa.
El Prospecto del Semanario, no tiene fecha de impresión. Ninguno de los autores consultados se preocupó por datarlo. Se publicó antes del 25 de julio de 1802, esto es, antes de la clausura del Telégrafo Mercatil. Puede conjeturarse esa fecha porque el 27 de septiembre de 1802 Vieytes publica una carta que le había enviado el intendente de la provincia de Paraguay, Lázaro de Ribera, entusiasmado por el emprendimiento que “auxiliará nuestras observaciones rectificando las ideas y corrigiendo los defectos por medio de una comunicación de luces que tendrá por objeto la felicidad pública”. En su escrito, el intendente copia un fragmento de una carta fechada el mes de julio que recibiera del Virrey Joaquín del Pino y Rozas junto con cuatro ejemplares del Prospecto del Semanario.
Vieytes en su Semanario firmó textos como Julián Topio, anagrama de Juan Ipólito, y como “Su apasionado H.” Manuel José de Lavardén, el poeta que supo publicar la “Oda al Paraná” en el primer número del Telégrafo Mercantil utilizó en el Semanario un seudónimo anagramático - Juan Anselmo de Velarde - en las tres cartas que publicó y que unos años más adelante se reprodujeron en el periódico madrileño Regañón General.
Era una publicación que se editaba los miércoles. Suspendió su salida por primera vez en agosto de 1806, producto de las invasiones inglesas a Buenos Aires. En septiembre fue retomado, para ser clausurado, esta vez de manera definitiva, en febrero de 1807, por la amenaza de una nueva invasión.